# 小叶茜草
小叶茜草（学名：Rubia rezniczenkoana）为茜草科茜草属下的一个种。

## 扩展阅读
維基物種上的相關：小叶茜草